# Lexington (Illinois)
Lexington è un comune degli Stati Uniti d'America, situato in Illinois, nella Contea di McLean. La popolazione è di 2060 persone (2010).